# Buffalo (veicolo)

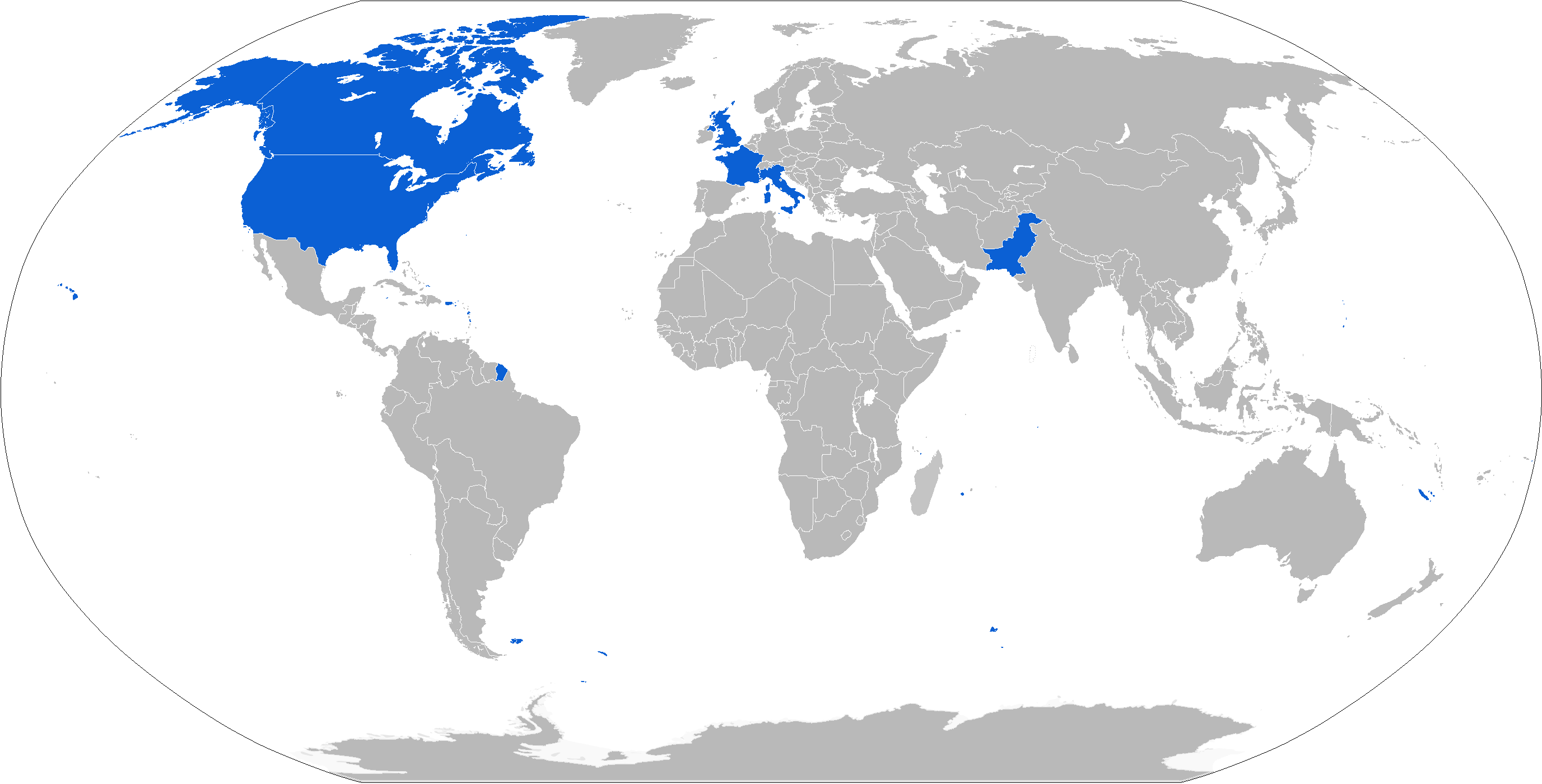
Mappa con gli operatori segnati in blu.

Il Buffalo  è un mezzo corazzato sviluppato per resistere alle mine terrestri e agli ordigni esplosivi improvvisati. Questo mezzo è anche conosciuto come Mine Resistant Ambush Protect (MRAP).
L'esercito italiano ha acquistato 4 di questi veicoli. Il 16 giugno 2009 un MRAP italiano è stato danneggiato dopo che un ordigno improvvisato (IED) ha fatto saltare la ruota anteriore sinistra. Fortunatamente l'equipaggio non ha subito danni.

## Varianti
- Buffalo H
- Buffalo A2[2]

## Principali operatori
- Stati Uniti - 200

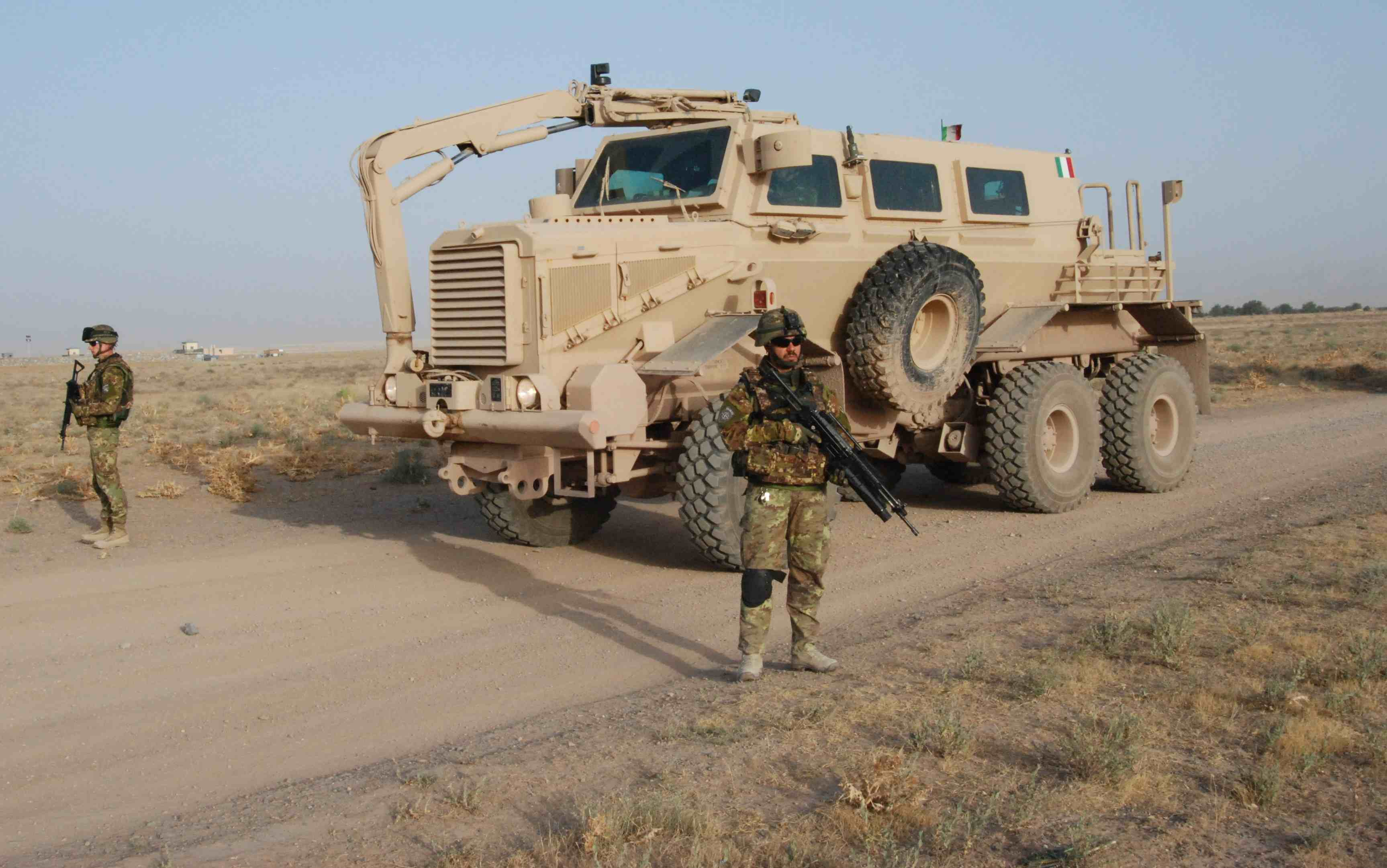
Un Buffalo in dotazione all'Esercito italiano mentre compie una missione di sminamento in Afghanistan.

- Canada/Canadian Armed Forces - 5,[3] più in aggiunta 10 veicoli nel 2009[4][5] 19 in servizio in Afghanistan.
- Francia - 5[6][7]
- Italia/Esercito italiano - 4 veicoli
- Regno Unito - 12 + 6[8]

## Curiosità
In Transformers del 2007 il Decepticon Bonecrusher si trasforma in quel veicolo